# Muhàmmad Xah Bhikan Khan
Muhàmmad Xah Bhikan Khan conegut com a Muhàmmad Xah Xarki o simplement com a Muhàmmad Xarki, fou sultà de Jaunpur. Va regnar només uns mesos el 1458.
Va succeir al seu pare Mahmud Xah Xarki (1440-1458) i va fer la pau amb Bahlul Shah Lodi de Delhi al que va reconèixer la possessió de Shamsabad. Va tenir un conflicte amb la noblesa i mentre estava a Kanauj els nobles van donar suport a la proclamació del seu germà Husayn Shah Sharki a Jaunpur.
Muhammad fou mort poc després pels seus soldats

## Nota
1. ↑  a l'article de l'Enciclopèdia de l'Islam sobre Husayn Shah Sharki es diu que va morir en lluita contra Bahlul de Delhi, però això sembla una simplificació per evitar dir que va morir a mans d'un exèrcit que estava destinat a defensar el país i lluitar contra Bahlul Lodi